# Noord-Saksisch voetbalkampioenschap 1924/25
In 1924/25 werd het negende  Noord-Saksisch voetbalkampioenschap gespeeld, dat georganiseerd werd door de Midden-Duitse voetbalbond. Er waren twee groepen en beide groepswinnaars bekampten elkaar voor de titel. Riesaer SV werd kampioen en plaatste zich voor de Midden-Duitse eindronde. De club versloeg SC Preußen 1909 Biehla en verloor dan met 7:0 van Guts Muts Dresden.

## Gauliga

### Groep Riesa
| Plaats | Club             | Wed. | W | G | V | Saldo | Ptn. |
| ------ | ---------------- | ---- | - | - | - | ----- | ---- |
| 1.     | 1. SV Riesaer 03 | 8    | 7 | 1 | 0 | 40:6  | 15:1 |
| 2.     | SV Nünchritz     | 8    | 5 | 0 | 3 | 18:13 | 10:6 |
| 3.     | VfB Riesa        | 8    | 3 | 0 | 5 | 9:25  | 6:10 |
| 4.     | SV 1913 Oschatz  | 8    | 2 | 1 | 5 | 14:27 | 5:11 |
| 5.     | SV 1911 Gröditz  | 8    | 2 | 0 | 6 | 13:23 | 4:12 |

|  | Geplaatst voor finale |

### Groep Döbeln
| Plaats | Club                 | Wed. | W | G | V | Saldo | Ptn. |
| ------ | -------------------- | ---- | - | - | - | ----- | ---- |
| 1.     | Döbelner SC 02       | 8    | 7 | 1 | 0 | 23:5  | 15:1 |
| 2.     | BC 1913 Hartha       | 8    | 3 | 2 | 3 | 14:16 | 8:8  |
| 3.     | FC 1901 Roßwein      | 8    | 3 | 2 | 3 | 15:18 | 8:8  |
| 4.     | VfB Rochlitz         | 8    | 2 | 2 | 4 | 16:18 | 6:10 |
| 5.     | FC 1911 Geringswalde | 8    | 1 | 1 | 6 | 11:22 | 3:13 |

### Finale
|  |                  |              |                |  |
|  | 1. SV Riesaer 03 | 5 – 2 (n.v.) | Döbelner SC 02 |  |
|  |                  |              |                |  |